# Резня на музыкальном фестивале в Реиме
Резня на музыкальном фестивале, проходившем недалеко от кибуца Реим в 5 километрах от границы с сектором Газа, случилась 7 октября 2023 года во время вторжения в Израиль боевиков палестинской исламистской вооружённой организации ХАМАС (признанной террористической в США, ЕС, Великобритании, Канаде, Австралии, Новой Зеландии, Израиле, Аргентине, Японии и Парагвае). В этот день, в субботу, на праздник Симхат Тора на фестивале были убиты 347 молодых людей, граждан Израиля и других стран, и 17 полицейских, 40 человек были похищены и пропали без вести. Это событие стало самой крупной резнёй мирного населения в истории Израиля. Вторжение ХАМАС признано крупнейшим терактом в истории страны, а участники резни — террористами.
В тот же день хамасовцы устроили массовые убийства в близлежащих населённых пунктах, убив ещё сотни израильских мирных жителей в таких местах, как Нетив-ха-Асара, Беэри, Кфар-Аза, Нир-Оз и Холит.

## Фестиваль
Фестиваль психоделической транс-музыки «Supernova Sukkot Gathering», организованный компанией Tribe Of Nova, израильская версия бразильского фестиваля «Universo Paralello», был заявлен как предлагающий участникам «безопасную оболочку для обретения внутреннего спокойствия, мира, гармонии».
Он проходил 6 и 7 октября 2023 года, в завершение еврейского праздника Суккот под открытым небом в сельской местности недалеко от города Офаким, возле кибуца Реим в 5 километрах от барьера между Израилем и сектором Газа. Изначально мероприятие должно было пройти намного южнее, но за два дня до открытия место проведения было перенесено севернее, к самой границе с сектором Газа.
Состав заявленных музыкантов включал известных исполнителей психоделик-транс Astral Projection и Man with no name.
На фестиваль собралось почти 3000 человек, преимущественно от 20 до 40 лет. На территории фестиваля было три зоны: первая — с тремя сценами, вторая — кемпинговская и третья — для еды.

## Ход событий

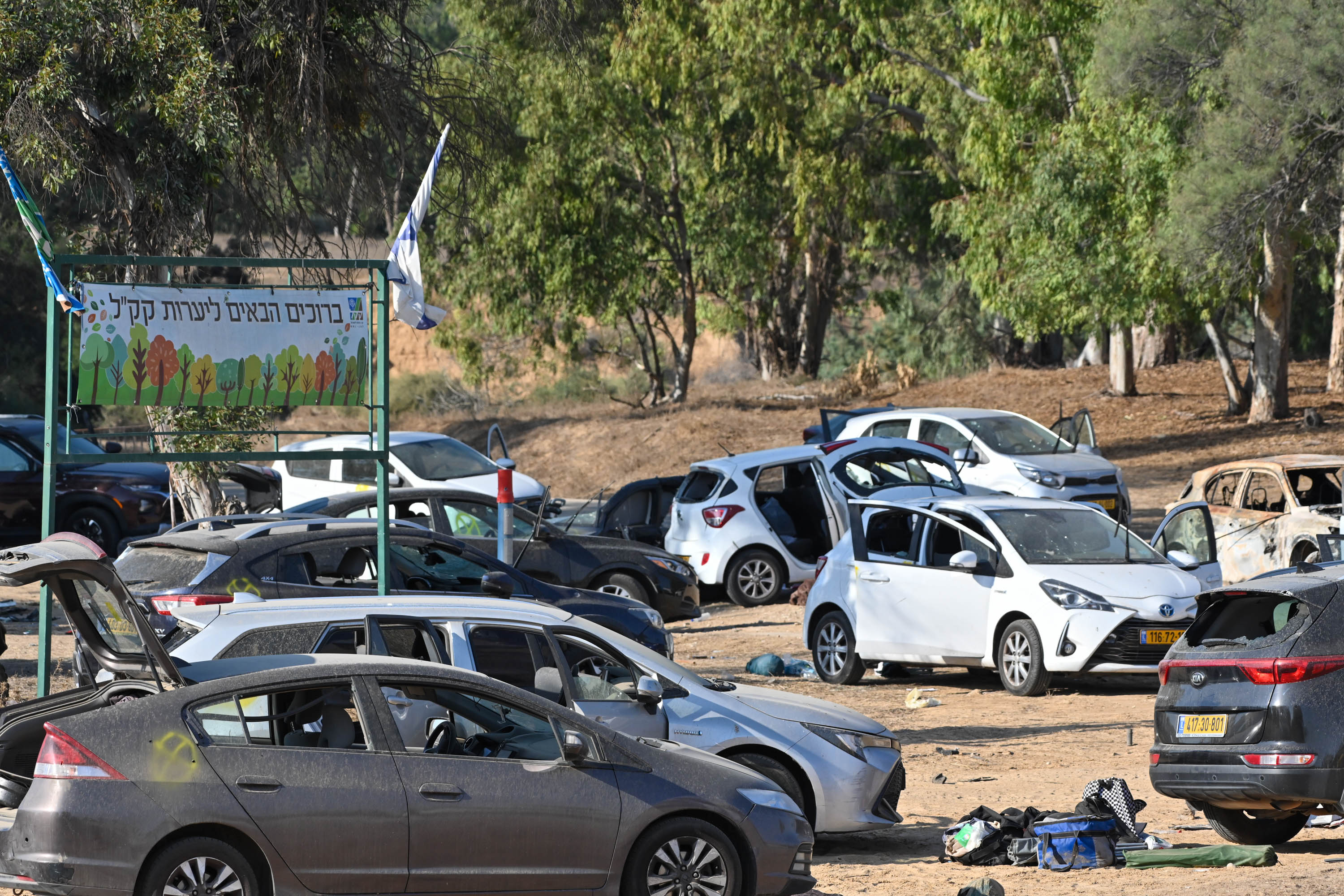
На парковке Реима, где прошла резня на музыкальном фестивале

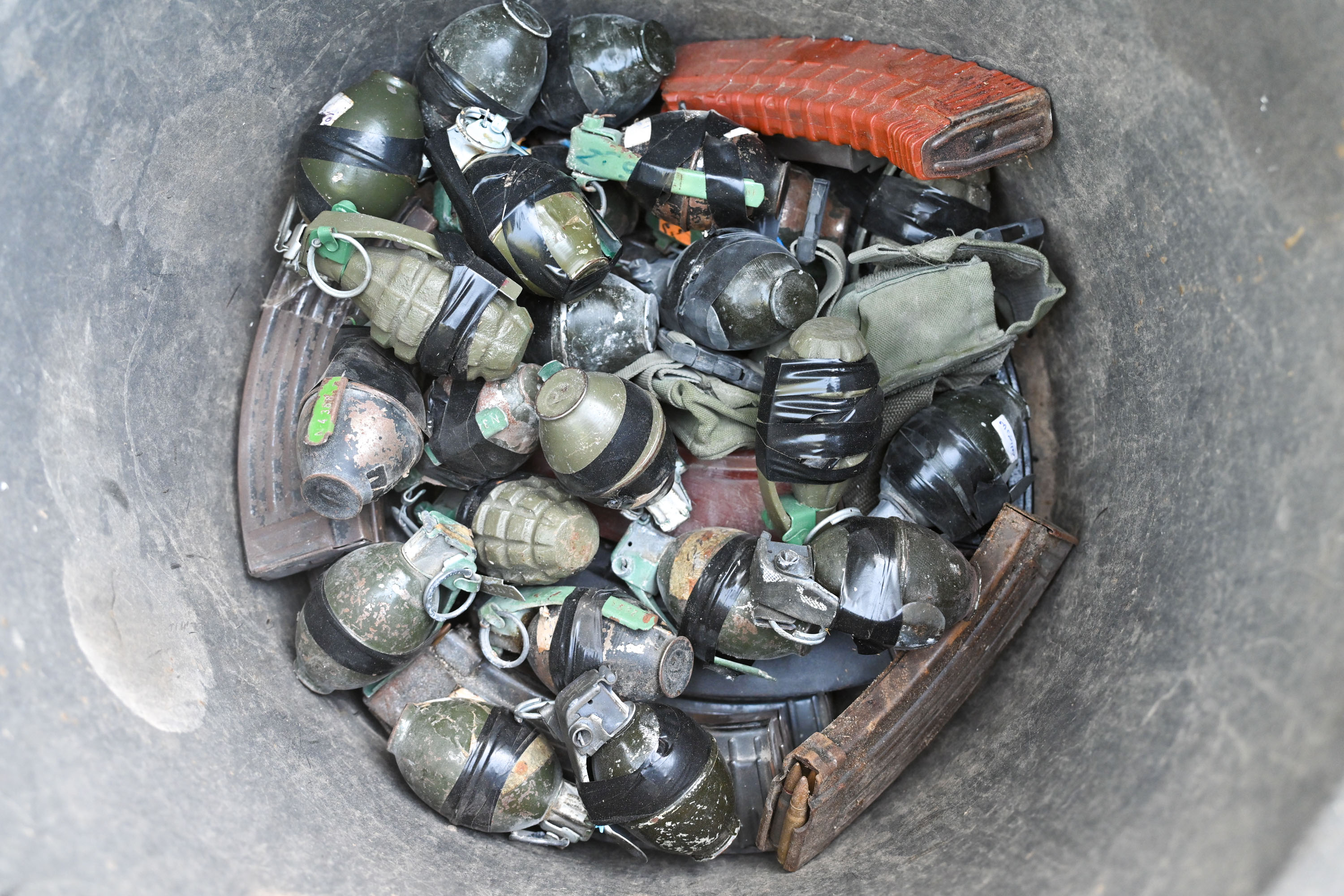
На парковке Реима, где прошла резня на музыкальном фестивале

Музыкальный фестиваль стал одной из первых целей террористов во время нападения на Израиль. Согласно внутреннему расследованию ЦАХАЛ, террористы оказались на фестивале случайно, ошибившись поворотом.
В 6:22 утра музыка прекратилась из-за сирены о запуске ракет, затем пропало электричество. Спустя минуту глава полиции Офакима призывал по громкоговорителю всех зрителей лечь на пол. Спустя три минуты после сирены глава полиции Офакима приказал закрыть фестиваль и начать эвакуацию его посетителей, и сразу же сотрудники полиции начали повторять призывы к эвакуации.
По словам очевидцев, сначала они услышали сирены, а сразу затем «пятьдесят террористов прибыли в фургонах, одетые в военную форму», а некоторые одеты в украденную израильскую военную форму. Многие посетители фестиваля приехали на автобусах, и у них не было своих машин, а спустя минуты боевики ХАМАС с гранатами и автоматами попали на территорию фестиваля.
С криками «Аллаху Акбар» посетителей фестиваля начали убивать, когда они вышли из запасных выходов, на парковке и в туалетах. Барменше хамасовцы приказали открыть холодильник, где прятались люди, и убили их всех, другие люди прятались в багажниках, но хамасовцы убили и их.
Многим участникам фестиваля негде было спрятаться на открытой местности, и они были вынуждены убегать по пустыне возле Урима от боевиков ХАМАС. Боевики на мотоциклах начали преследовать молодёжь, а также открыли огонь из автоматов и гранатомётов по автомобилям, которые хотели уехать подальше от границы с Газой. Родители и друзья участников фестиваля получили сообщения с просьбами о помощи: посетители фестиваля писали, что ранены и у них нет возможности спастись.
В 6:27 раздалась стрельба у перекрёстка Реим и полиция выехала к перекрёстку. В 7:01 полиция начала выставлять блок-посты и посылать запросы о подкреплении, и в то же время начали поступать в полицию сообщения от посетителей фестиваля, что там раздаётся стрельба. В 7:05 в штабе полиции попросили выделить силы для помощи фестивалю. В 7:40, а затем повторно в 7:55 силы полиции были направлены на фестиваль. К 8 утра на фестиваль прибыла команда ЯСАМ. В 9 утра МАГАВ начал вывозить раненных с фестиваля. Согласно внутреннему расследованию ЦАХАЛ, в израильской армии забыли о фестивале, из-за чего вооружённые силы прибыли на место с опозданием уже после совершившейся резни.
Газета «Гаарец» назвала произошедшее «резнёй» и «полем боя» и сообщила, что террористы на мотоциклах въехали в толпу, открыв огонь. «The Jerusalem Post» тоже назвала событие «резнёй» и сообщила, что было найдено около 260 тел. Издание «The Washington Post» в своём материале «Как фестиваль транс-музыки в Израиле превратился в резню» провело разбор ситуации и в частности отметило: «Рейверам было приказано не приносить на территорию фестиваля огнестрельное оружие и острые предметы. Они были уставшими и беззащитными, оказавшись в ловушке на широкой открытой местности, где было мало укрытий». Впоследствии количество убитых увеличилось до 270.
Музыкальный менеджер Хен Мизрахи, работавший на фестивале: «Это безумие — устраивать подобную резню над невинными людьми. Молодые люди с мечтами. Ни один из этих людей не хотел войны. Я знал очень многих из них. Они просто хотели мира, любви и путешествовать по миру. Они были людьми любви, как люди на Вудстоке».
Одна из участниц фестиваля, Эстер Борохова, была застигнута боевиками при попытке бегства и, чтобы избежать смерти, притворилась мёртвой в машине и прождала до прибытия израильских военных; водитель автомобиля, который попытался помочь ей убежать, был застрелен в упор. Другая девушка тоже притворилась мёртвой и пролежала под фруктовым деревом посреди поля три часа, пока не услышала людей, говорящих на иврите.

### Изнасилования
По сообщениям некоторых выживших и врачей-патологоанатомов, обследовавших тела убитых, а также по опубликованным данным допросов задержанных боевиков ХАМАС, некоторые женщины — посетительницы фестиваля были изнасилованы. Однако в связи с большим количеством тел убитых граждан, значительная часть из которых поступила с опозданием, а также из-за недостатка специалистов и их сосредоточенности на срочной идентификации тел, процедура экспертизы на изнасилование не проводилась, и сроки для неё вышли.
Женщина, ставшая 7 октября свидетельницей нападения на фестиваль Нова из своего укрытия, подала заявление и рассказала: «Они нагнули кого-то, и я поняла, что он её насиловал, а затем передал её кому-то другому. […] Я помню, как видела, как другой человек насиловал её, и, пока он все ещё был внутри неё, он выстрелил в неё». Выжившая рассказала комиссии Кнессета свои показания, в которых она отметила, что видела обнажённых девушек, изрезанные тела и изнасилованных девочек, чьи тазовые кости были сломаны из-за жестокого обращения. Другой выживший рассказал The Times 2 декабря 2023 года: «Они поймали молодую женщину возле машины, и она сопротивлялась, не позволяя им раздеть её. Они бросили её на землю, а один из террористов взял лопату и обезглавил. Она и её голова катились по земле. Я тоже вижу эту голову».

### Анер Шапира
14 ноября 2023 года стало известно, что во время резни среди посетителей фестиваля был находившийся в отпуске и не имевший с собой оружия боец бригады «Нахаль» Анер Шапира. Он был без оружия, но смог многократно защитить молодёжь в убежище от вооружённых террористов ХАМАСа. В то время когда боевики стали забрасывать гранатами мирных жителей, спрятавшихся в убежище, Анер Шапира смог выбросить из убежища гранаты семь раз подряд, чтобы они взрывались возле террористов, пока восьмая не разорвалась у него в руках. 14 ноября также появилось видео данного поступка. В итоге 22-летний Анер Шапира погиб 7 октября 2023 года, но ценой своей жизни он смог помочь избежать смерти другим посетителям фестиваля.

## Жертвы

### Убитые
По данным от 17 ноября, было убито 364 человека. Среди убитых оказался футболист Лиор Асулин, отмечавший на фестивале свой день рождения; по крайней мере четыре человека, имеющих российское гражданство.
5 ноября было обнаружено тело 17-летней Рут Перец, в течение месяца считавшейся пропавшей без вести. У неё была мышечная атрофия и церебральный паралич. Отец хотел поднять настроение дочери, взяв её в инвалидном кресле, на котором она всегда передвигалась, на музыкальный фестиваль. Тело её отца Арика Переца опознали вскоре после резни.
В результате резни также были убиты журналисты Шай Регев и Айелет Арнин, работавшие в газете «Маарив» и телекомпании «KAN». Оба организатора мероприятия, Ошер Вакнин и его брат-близнец Михаэль Вакнин, были убиты в ходе резни.

### Раненые
Среди раненых оказался футболист Бен Биньямин, которому террористы повредили гранатой ногу; впоследствии её пришлось ампутировать.

### Захват заложников
Кроме убийств, террористы также захватили заложников. Их количество изначально предположительно оценивалось в десятки посетителей фестиваля, а впоследствии примерно в 150. Среди них — гражданка Германии Шани Николь Лук, 22 лет. На появившемся видео её полуобнажённое тело лежит в грузовике с боевиками — один держит её за волосы, а второй кричит: «Аллаху Акбар!», затем толпа хлопает и подбежавший подросток плюёт ей в волосы. Впоследствии появилась информация, что ей сломали ноги и убили. Державшего труп девушки за волосы террориста опознали немецкие независимые расследователи, так как «он оказался настолько неумён, что загрузил в свой Google-аккаунт фото в той же одежде, в которой участвовал в террористической атаке» — его зовут Махмуд Абурджил.
Похищены также студенты Авинатан Ор, Инбар Хейман 21 лет, и Ноа Аргамани, гражданка Израиля китайского происхождения, 25 лет, гражданин США Херш Гольберг-Полин 23 лет, который в момент похищения был тяжело ранен и находился без сознания, 21-летняя Майя Регев и её 18-летний брат Итай из Герцлии, и другие (по состоянию на 25 октября официально опубликована только половина имён похищенных).
Некоторым подросткам палестинские боевики надели наручники, завязали глаза, их пинали и заталкивали в кузовы грузовиков. На более поздних видео видно, как Ноа Аргамани сидит в плену. 8 октября 2023 года в сети Интернет было распространено видео, на котором засняты предположительно захваченные ХАМАСом израильские девушки.

#### Освобождение заложников
8 июня 2024 года была проведена операция «Летние семена», в результате которой силы израильской системы безопасности освободили Ноа Аргамани, Альмога Меира Джана, Андрея Козлова и Шломи Зива живыми. Во время освобождения погиб командир группы Арнон Змора.

### Пропавшие без вести
Десятки посетителей фестиваля числились пропавшими без вести в первые дни после начала резни, большинство впоследствии было опознано среди убитых или захваченных в заложники. Спустя несколько недель после резни несколько человек остаются пропавшими без вести, в том числе гражданка России Ольга Пильник. 22 ноября 2023 года было опознано тело 25-летней Шани Габай, которая работала на фестивале и считалась пропавшей без вести.

### Получившие психические расстройства
Сразу после резни доктор Лея Наор создала в комплексе мероприятий на ферме Ронит лечебное пространство для выживших на вечеринке. Там проводились процедуры, помогающие справиться с психической травмой, в том числе: беседы с психологами, контактная терапия или звуковое исцеление, музыкальные кружки и творческие мастерские.
Спустя месяц после резни стали известно, что от 13 до 15 участников фестиваля, которые смогли выжить, пережив резню, были принудительно госпитализированы в связи с появлением психического расстройства. Как отметил представитель Министерства юстиции Даниэль Раз: 

В прошлый раз я рассказывал вам о случае с женщиной, мужа которой убили в секторе Газы, а её пытались насильно госпитализировать. Сегодня ситуация намного сложнее. Я не верил, что у нас так закончится. Людей, которых насильно госпитализировали, становится все больше и больше — значительная часть из них была на фестивале Nova.
22 ноября 2023 года психиатры Израиля объявили, что они не могут справиться с последствиями войны и на каждые 60-100 пациентов в дневные смены приходится всего один врач.

## Память
На концерте в Лас-Вегасе, прошедшем вечером 8 октября, Боно из U2 посвятил жертвам резни на фестивале песню «Pride (In the Name of Love)».
7 ноября 2023 года по всему Израилю был объявлен «День гражданского траура», а в Калифорнии сотни человек провели арт-перформанс «Когда затихла музыка», в память о жертвах резни в Реиме.
Певица Мадонна остановила два концерта в Лондоне и выразила поддержку Израилю, отметив резню на фестивале.
Впервые в истории Израиля планируется, что сотни автомобилей с останками тел и следами крови будут захоронены. Это решено для того, чтобы сохранить святость усопших в случаях, когда невозможно отделить пепел и фрагменты тел от автомобилей.

## Преследование террористов
Власти Израиля запустили сервис, где можно сообщить о пропавших без вести.
Власти Германии полагают, что жертвами событий 7 октября 2023 года стали несколько немецко-израильских граждан с двойным гражданством, и возбудили уголовное дело против неизвестных членов ХАМАС с целью расследования «принадлежности к иностранной террористической группе, захвата заложников и убийств». Немецкая общественная телерадиокомпания ZDF заявила, что ей известно о пяти случаях похищения, сославшись также на дело Шани Лук, вызвавшее общественный резонанс.
14 октября 2023 года в ходе ответной операции Израиля в секторе Газа был убит глава воздушной системы ХАМАСа и координатор резни на молодёжном фестивале Абу Мерада.
Согласно сообщениям, опубликованным 17 ноября, на основании допросов и собственного расследования полиция пришла к выводу, что террористы скорее всего заранее не знали о фестивале, а случайно наткнувшись решили напасть на него.
19 ноября 2023 года высокопоставленные прокуроры из США, Германии, Франции, Аргентины и Австрии (стран, граждане которых стали жертвами резни) прибыли в Израиль для расследования резни ХАМАСа 7 октября.
Семья бедуинов Абу Исса из Тель-Шевы объявила, что готова выплатить миллион долларов тому, кто сможет предоставить информацию о террористах, которые убили члена их семьи Усаму в убежище в районе проведения фестиваля. ХАМАСовцы перед убийством его раздели и издевались над ним.